# Violently Happy (canción)
«Violently Happy» —en español: «Violentamente feliz»— es una canción interpretada por la cantante y compositora islandesa Björk, incluida en su primer  álbum de estudio, Debut. Fue escrita por ella en compañía de Nellee Hooper, que también produjo la canción. Fue compuesta a manera de canción dance, con influencia de géneros techno y house, en la cual Björk habla sobre sentir un amor tan intenso que es en realidad peligroso. 
«Violently Happy» ha sido descrito como el tema "menos complejo" del álbum.

## Videoclip
El video fue dirigido por Jean-Baptiste Mondino. El escenario donde transcurre todo el vídeo es una celda acolchada de un hospital psiquiátrico. Varios enfermos mentales (incluida Björk) se muestran destrozando animales de peluche, cortando su pelo, afeitándose la cabeza, bailando y actuando de forma loca. Algunos enfermos también llevan tijeras y un sonido parecido al de estas se grabó haciéndolo coincidir con la banda sonora cada vez que se mostraba a alguien usando las tijeras. Al final uno de los enfermos tiene una muñeca, la cual tirando de un cable dice "I am the baby" ("Yo soy el bebé").

## Lista de canciones
CD1
1. «Violently Happy» -7inch Edit
2. «Anchor Song» - Acoustic
3. «Come To Me» - Acoustic
4. «Human Behaviour» - Acoustic

CD2
1. «Violently Happy» - Fluke Even Tempered
2. «Violently Happy» - Massey Mixed Long
3. «Violently Happy» - Masters at Work 12inch
4. «Violently Happy» - 12inch Vocal Nellee Hooper
5. «Violently Happy» - Fluke Well Tempered
6. «Violently Happy» - Massey Other Mix
7. «Violently Happy» - Vox Dub

CD
1. «Violent Happy» (7 edit)
2. «Human Beahaviour» (Versión acústica. October 13th 1993 for Planeta Rock of Television española, s.a.)